# الزعيتيرة

## الزعيتيرة

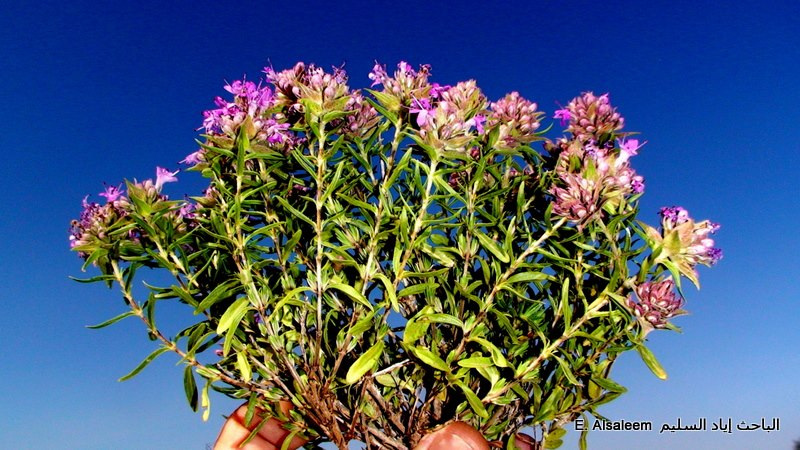
نبتة الزعيتيرة

(الزعيتيرة) زعتر الجبال المرتفعة .( ينمو على ارتفاعات أكثرمن 900 م فقط . عن سطح البحر ) نفس رائحة وطعم الزعتر الجوي , ولكن بنكهة أقل , وحدة أكثر , لها نفس إستعمالات الزعتر الجوي, ولكنها تعتبر أقل جودة منه . نبتتها أقصر وأوراقها أنحل . تنمو بكثافة وبكثرة , فتملئ بقعة بكاملها , الصورة في حماة , جبال الشعرة.

## صور لنبتة الزعيتيرة
|  |  |  |  |

|  |  |  |  |